# Hans Stamms
Hans Stamms (* 6. September 1902 in Aken (Elbe) als Gotthold Hans Stams; † 28. Januar 1947 in Sachsenhausen/Oranienburg) war ein deutscher Boxer.
Er war der Sohn von Gustav Hermann Stams und Emma Marie Luise geborene Höhne. Hans hatte drei Geschwister und war verheiratet mit Berta Anna Emma geborene Hänsel.
Hans Stamms war Mitglied des A.B.C. Dessau (Amateur-Box-Club Dessau) in Dessau-Anhalt und errang 1922 in Köln den Deutschen Meistertitel in der Gewichtsklasse bis 57 kg.
Seinen ersten Kampf als Profi bestritt Hans Stamms lt. BoxRec am 22. November 1924 im Kristallpalast in Dessau, seinen letzten am 27. Oktober 1929 im Restaurant Bellevue in Bernau.